# Såningsmannen och jordmånerna

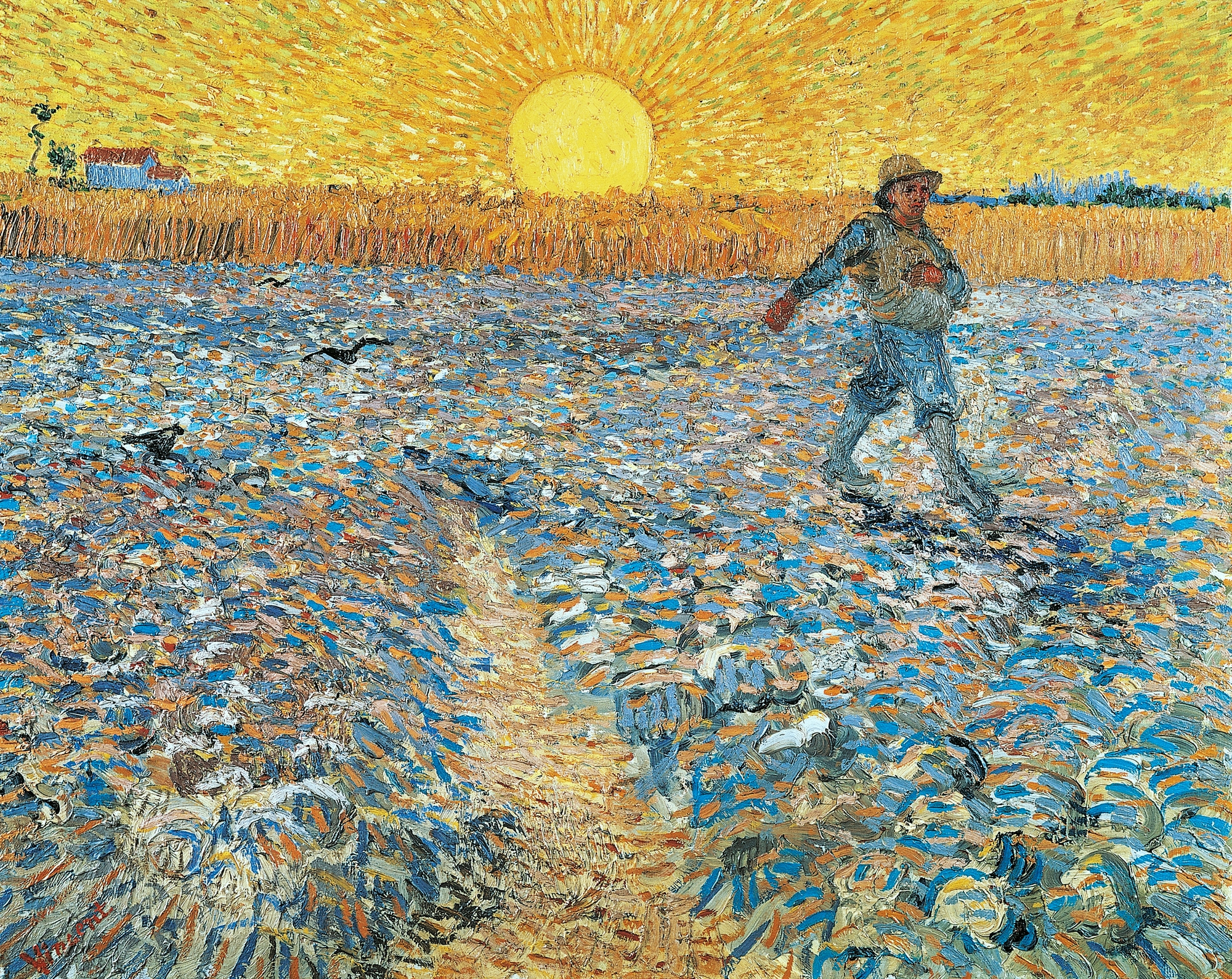
Såningsmannen av Vincent van Gogh (1888).

Såningsmannen och jordmånerna är en av Jesu liknelser. En man gick ut för att så, och när han sådde föll en del på vägkanten, och fåglarna kom och åt upp det. En del föll på de steniga ställena, där det inte fanns mycket jord, och det kom fort upp eftersom myllan var tunn. Men när solen steg sveddes det och vissnade bort eftersom det var utan rot. En del föll bland tistlarna, och tistlarna växte upp och kvävde det. Men en del föll i den goda jorden och gav skörd, hundrafalt och sextiofalt och trettiofalt (Matt. 13:3–6). 
Jesus förklarade att vägkanten var hos dem, hos vilka ordet blir sått, men som knappt har hört det förrän Satan kommer och tar bort ordet som har såtts i dem. De som får sådden på de steniga ställena, det är de som tar emot ordet med glädje när de hör det men inte har något rotfäste inom sig utan är flyktiga; blir det sedan lidanden och förföljelser för ordets skull kommer de genast på fall. Hos andra har sådden fallit bland tistlarna. Det är de som hör ordet, men världsliga bekymmer, rikedomens lockelser och alla möjliga begär tränger in och kväver ordet, så att det inte ger någon skörd. Men de som har tagit emot sådden i den goda jorden, det är sådana som hör ordet och tar det till sig och bär frukt trettiofalt, sextiofalt och hundrafalt.

## Bildgalleri

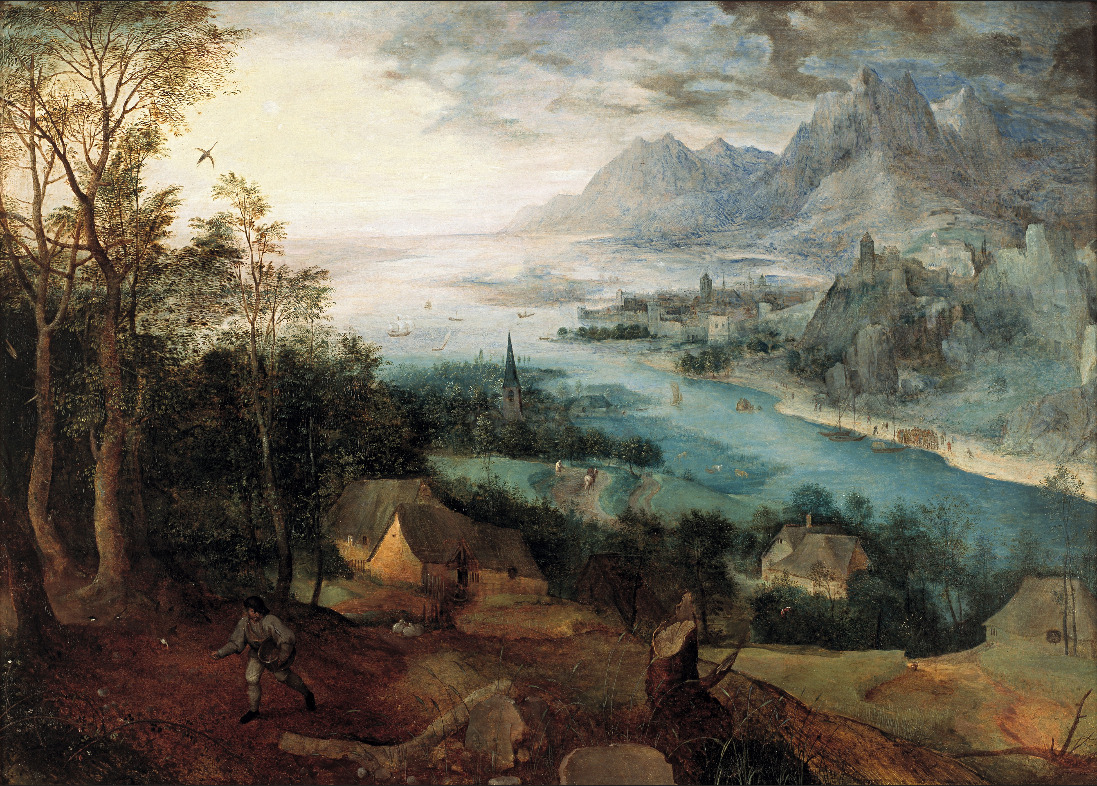
Liknelsen om såningsmannen av Pieter Bruegel den äldre (1557).
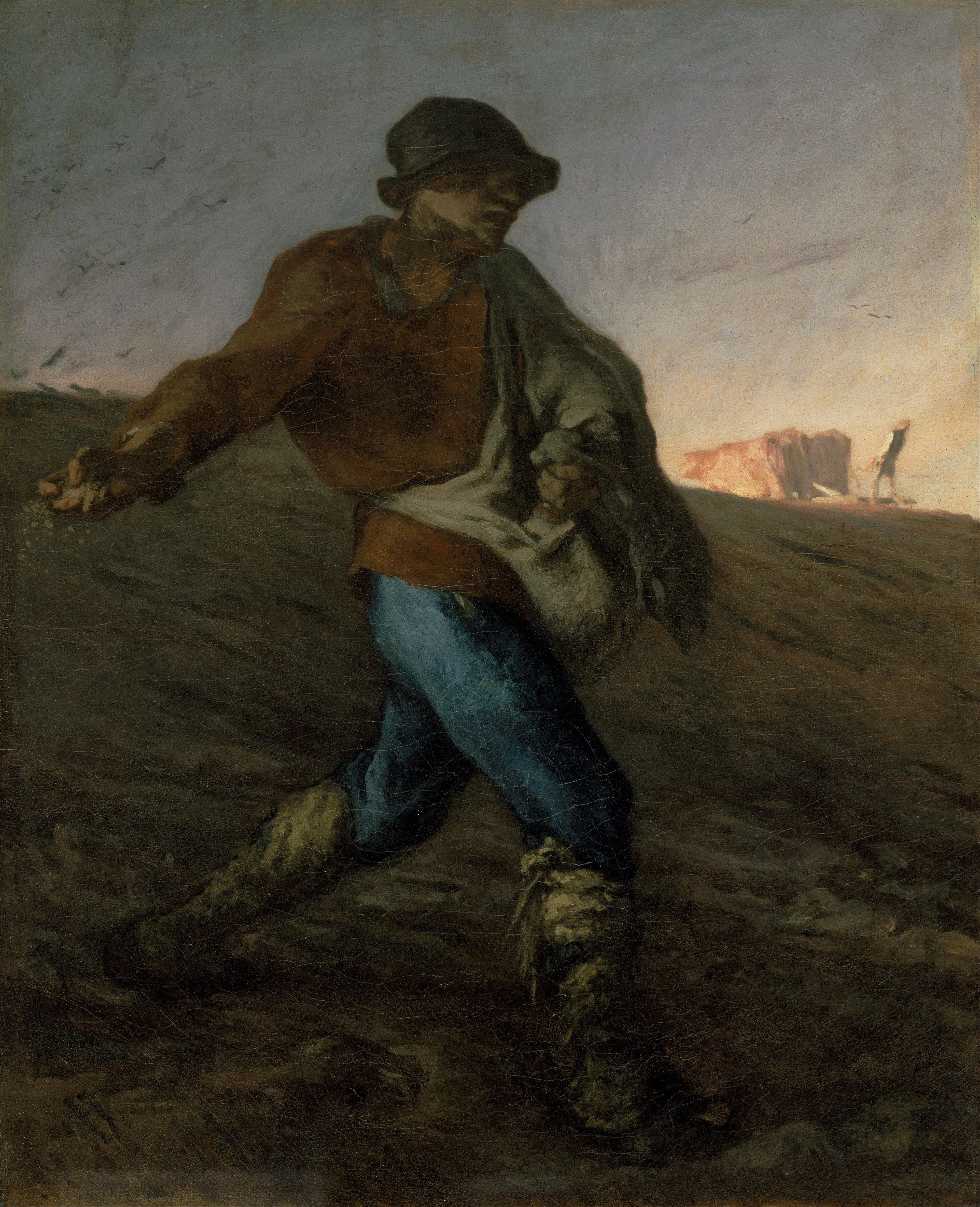
Såningsmannen av Jean-François Millet (1850).